# Лян Яньшунь
Лян Яньшунь (кит. 梁言顺, род. декабрь 1962, Тайань, Шаньдун) — китайский политический деятель, секретарь (глава) парткома КПК Нинся-Хуэйского автономного района с 28 марта 2022 года. Член ЦК Коммунистической партии Китая 20-го созыва. Делегат 20-го съезда Компартии Китая.

## Биография
Родился в декабре 1962 года в городском округе Тайань, провинция Шаньдун.
После возобновления всекитайских государственных экзаменов в 1979 году поступил в Шаньдунский институт механизации сельского хозяйства (ныне Шаньдунский технологический университет) на основную специальность вуза, после окончания которого в 1983 году остался работать в этом же учебном заведении. С 1989 по 1993 гг. обучался в Ляонинском университете, получив при выпуске степень магистра экономики.

### Карьера
В феврале 1985 года вступил в Коммунистическую партию Китая. Политическую карьеру начал в июле 1992 года с рядового сотрудника Центральной партийной школы КПК.
В январе 2016 года назначен заведующим отделом пропаганды партийного комитета КПК провинции Ганьсу, одновременно вошёл в состав Постоянного комитета парткома КПК провинции. Год спустя переведён на должность главы организационного отдела парткома КПК Ганьсу, проработав на этом посту всего десять месяцев.
В 2016 году помимо основной работы являлся заместителем председателя исполнительного комитета Международной культурной выставки-ярмарки «Шёлковый путь» (заместителем директора выставки), проходившей в Дуньхуане, в которой приняли участие более тысячи представителей из 60 стран, расположенных главным образом по маршруту инициативы Нового Шёлкового пути. На выставке, в частности, экспонировались шедевры искусства Древного Китая, Франции, Италии и Египта. Согласно официальному сообщению Лян Яньшуня в ходе выставки планировалось заключить около 90 договоров оценочной стоимостью свыше 100 млрд юаней (15 млрд долларов США).
В декабре 2017 года получил назначение на должность заместителя секретаря Рабочего комитета государственных органов ЦК КПК, занимав её до июля 2018 года, после чего заступил на пост заместителя заведующего Отделом пропаганды ЦК КПК, одной из ключевых структур в Компартии Китая. В декабре 2020 года отозван на прежнюю должность в Рабочий комитет государственных органов.
28 марта 2022 года утверждён на высшую региональную позицию секретаря партийного комитета КПК Нинся-Хуэйского автономного района.